# Pilocrocis fulviflavalis
Pilocrocis fulviflavalis là một loài bướm đêm trong họ Crambidae.